# Cacls
コンピューティングにおけるcaclsやその後継であるicaclsとはMicrosoft Windowsネイティブのコマンドラインユーティリティでフォルダやファイルのセキュリティ記述子の表示や修正を行う。アクセス制御リストはファイルやフォルダといったセキュリティ保護できるオブジェクトに対する権限の一覧でアクセスできるユーザーを制御している。

## cacls
cacls.exeというユーティリティとはWindows NT 3.5とWindows NTに対応したディレクトリとファイルのセキュリティ記述子を編集するコマンドラインエディタで、現在は廃止されている。マイクロソフトは以下の新しいユーティリティを出しているが、一部はその後廃止していて、NTFSファイルシステムのバージョン3.0導入による変更に対応するための拡張機能を提供している。:
- xcacls.exe[1][2][3][4]とはWindows 2000以降に対応していて、実行、削除、所有権限の取得といった新たな機能を搭載した。
- xcacls.vbs[5][6]
- fileacl.exe [7]
- icacls.exe (Windows Server 2003 SP2以降に搭載)[8][9]
- SubInAcl.exe - ファイル、サービス、レジストリキーといった様々な種類のオブジェクトで権限を設定、置換できるリソースキットユーティリティ。
- Windows PowerShell (Get-Acl[10]、Set-Acl[11]、cmdlets)

## icacls
インテグリティ・コントロール・アクセス・コントロール・リスト(Integrity Control Access Control List)の略。Windows Server 2003 Service Pack 2以降に搭載されているicaclsはファイルやフォルダのアクセス制御リストを表示、修正、バックアップ、復元するだけでなく、Vista以降で整合性レベルと所有権を設定できるインボックスコマンドラインユーティリティである。caclsの完全な後継ではなく、例としてコマンドラインパラメータ（/restoreオプション経由のみ）を直接経由するセキュリティ記述子定義言語の文法には対応していない。

### 問題
icaclsの全ての知られているバージョンには保護されたアクセス制御リストやicaclsのオブジェクト上で重大なバグが有る
- 保護を無視する
- 保護をリセットしたり破壊したりする
- 親からオブジェクトや子に継承可能な権限を適用もしくは伝達してしまう